# The Astronaut
The Astronaut é um filme americano que será escrito e dirigido por Jess Varley e estrelado por Kate Mara, Gabriel Luna e Laurence Fishburne sobre uma astronauta que acredita que um extraterrestre a seguiu de volta à Terra.

## Sinopse
Resgatada do oceano, a astronauta Sam Walker atrai atenção global ao retornar de sua primeira missão espacial. No entanto, sua volta não é marcada apenas pela celebração, mas também por um clima de cautela e vigilância. Autoridades manifestam preocupações sobre a possibilidade de uma presença alienígena ter acompanhado Walker de volta à Terra, desencadeando investigações rigorosas e debates intensos sobre os riscos potenciais envolvidos. Enquanto isso, o mundo aguarda ansiosamente por esclarecimentos sobre o verdadeiro desenrolar dessa intrigante história espacial.

## Elenco
- Kate Mara como Sam Walker
- Laurence Fishburne como o General William Harris
- Gabriel Luna

## Produção
O filme marca a estréia solo de Jess Varley. É produzido por Brad Fuller, Eric B. Fleischman e Cameron Fuller. Laurence Fishburne e Emma Roberts foram lançados no início de 2023. Em setembro de 2023, Kate Mara e Gabriel Luna se juntaram ao elenco.
A Fotografia principal estava programada para começar na Irlanda no final de 2023. Com o filme em pós-produção, as imagens de primeira vista para o filme foram lançadas em fevereiro de 2024.

## Lançamento
Está prevista a pré-estreia do filme no South by Southwest em março de 2025.